# آلان بونو
آلان بونو (بالفرنسية: Alain Bono)‏ هو لاعب كرة قدم كاميروني، ولد في 19 ديسمبر 1983 في ياوندي في الكاميرون. لعب مع كووبيون بالوسيورا ونادي آكتوبه ونادي ألساندريا ونادي باريس ونادي ترنانا وويدزي لودز.

## وصلات خارجية
- آلان بونو على موقع قاعدة بيانات كرة القدم.إي يو (الإنجليزية)
- آلان بونو على موقع Soccerway.com (الإنجليزية)
- آلان بونو على موقع عالم كرة القدم.نت (الإنجليزية)